# Golden Gate National Recreation Area
 (mai 2023).
Si vous disposez d'ouvrages ou d'articles de référence ou si vous connaissez des sites web de qualité traitant du thème abordé ici, merci de compléter l'article en donnant les références utiles à sa vérifiabilité et en les liant à la section « Notes et références ».
Pour les articles homonymes, voir Golden Gate (homonymie).
La Golden Gate National Recreation Area (GGNRA) (Aire de loisirs nationale du Golden Gate) est un parc national américain situé dans la baie de San Francisco (Californie, États-Unis) et administré par le National Park Service. Cet espace, dont la superficie est de 2 fois et demi la taille de la ville de San Francisco elle-même, est l'un des parcs nationaux urbains les plus vastes du monde. C'est aussi le parc national le plus visité des États-Unis avec près de 16 millions de touristes par an.
Le parc n'est pas continu, il regroupe plusieurs lieux, allant du San Mateo County au sud au  Marin County au nord, en passant par de nombreux quartiers de San Francisco. La Golden Gate National Recreation Area est aussi vaste que variée, contenant beaucoup d'attractions touristiques telles que la prison d'Alcatraz, le Muir Woods National Monument ou encore le Presidio de San Francisco. De plus, s'y trouve une grande variété d'espèces végétales et animales avec ses 59 miles de rivages et ses fortifications dont la plupart racontent l'histoire de la Californie, des conquistadors à la Guerre froide.

Le terme de Golden Gate National Recreation Area doit être dissocié de Golden Gate Park, qui est un parc municipal de la ville de San Francisco.

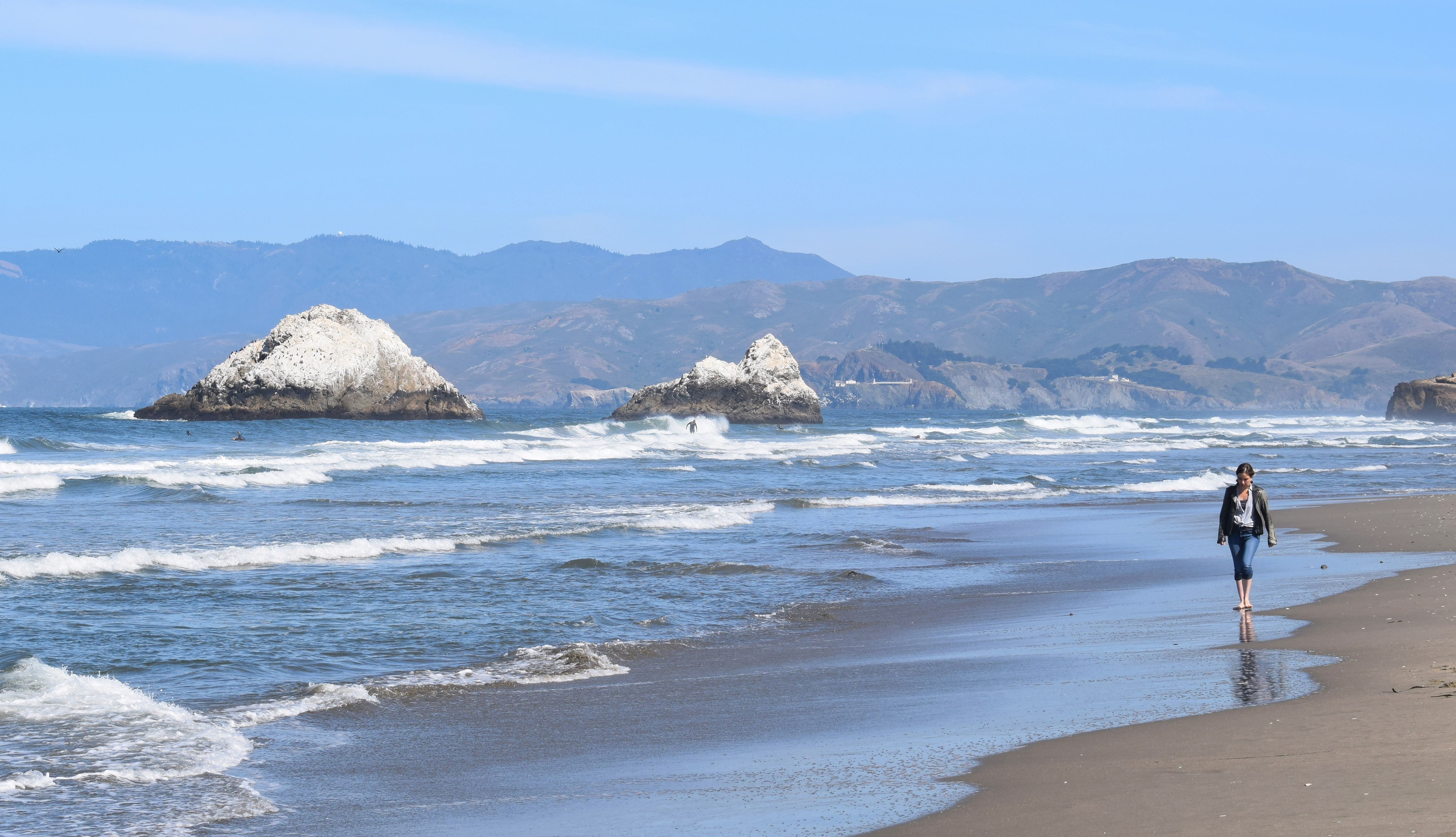
Les Seal Rocks (San Francisco, California), dans le Golden Gate National Recreation Area. Aout 2019.